# USS Leyte (CV-32)

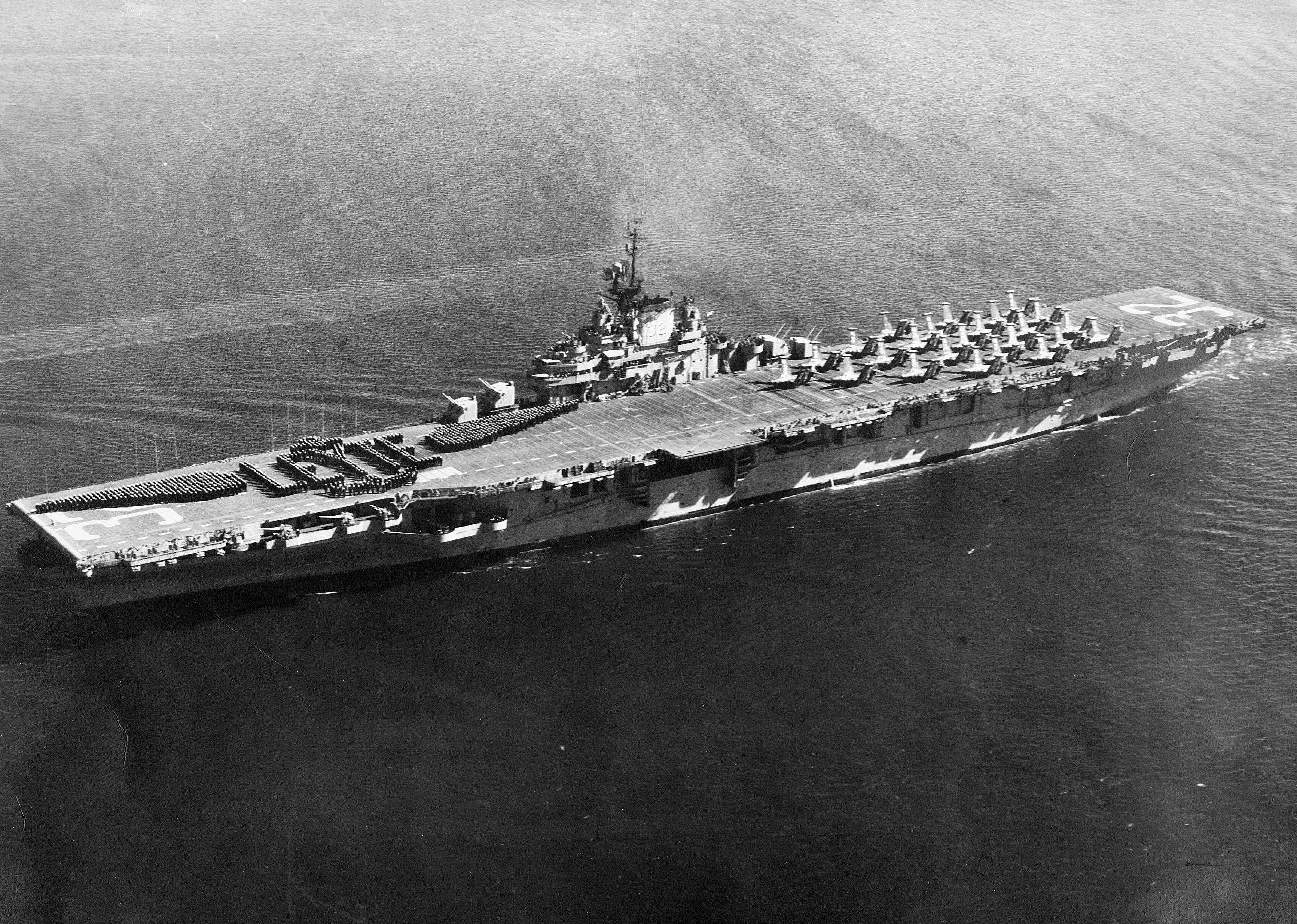
USS Leyte, 1950-52.

USS Leyte (CV/CVA/CVS-32, AVT-10) var ett av 24 hangarfartyg av Essex-klass som byggdes för amerikanska flottan under och kort efter andra världskriget. Fartyget var det tredje i amerikanska flottan med det namnet. Leyte togs i tjänst i april 1946, för sent för att ha deltagit i andra världskriget. Hon tillbringade större delen av sin karriär i Atlanten, Karibien och Medelhavet men tjänstgjorde också i Koreakriget, varefter hon mottog två battle stars. Hon omklassificerades i början av 1950-talet till attackhangarfartyg (CVA) och senare till ubåtsjakthangarfartyg (CVS) innan hon till slut (efter att ha tagits ur drift) blev ett flygplanstransportfartyg (AVT).
Till skillnad från de flesta av hennes systerfartyg, så genomgick Leyte inga större moderniseringar och bibehöll därför sitt klassiska utseende som ett hangarfartyg av Essex-klassen. Hon utrangerades 1959 och såldes som skrot 1970.